# چراغ‌کوسه شکم‌مخملی
چراغ‌کوسه شکم‌مخملی (نام علمی: Etmopterus spinax) نام یک گونه از راسته خاردارکوسه‌سانان است.